# 联想桥
联想桥位于中华人民共和国北京市海淀区，是北三环西路（东西向）和中关村东路－皂君庙路（南北向）交汇处的一座立交桥。该桥由联想集团赞助冠名该桥为一座东西向梁式桥，桥长694.0米，宽28.0米。于1995年建成。